# Tony Awards 2008
Die Verleihung des Tony Award 2008 fand am 15. Juni 2008 in der Radio City Music Hall in New York City statt. Es waren die 62nd Annual American Theatre Wing's Tony Awards. Im Jahr der Auszeichnung werden immer Theaterstücke/Musicals der vergangenen Saison ausgezeichnet, in diesem Fall also von 2007/2008. Die Moderation übernahm Whoopi Goldberg.

## Gewinner und Nominierte

### Theaterstücke
| Meiste Tonys         | August: Osage County (5 Tonys)         |
| Meiste Nominierungen | August: Osage County (7 Nominierungen) |

| Kategorie                                | Preisträger | Theaterstück             | Nominierungen |
| Bestes Theaterstück                      | Autor:Tracy Letts Produzenten: Jeffrey Richards, Jean Doumanian, Steve Traxler, Jerry Frankel, Ostar Productions, Jennifer Manocherian, The Weinstein Company, Debra Black/Daryl Roth, Ronald & Marc Frankel/Barbara Freitag, Rick Steiner/Staton Bell Group, The Steppenwolf Theatre Company | August: Osage County     | Rock 'n' Roll von Tom Stoppard The Seafarer von Conor McPherson The 39 Steps von Patrick Barlow                                            |
| Beste Wiederaufnahme eines Theaterstücks | | Boeing-Boeing            | The Homecoming Les Liaisons Dangereuses Macbeth                                                                                            |
| Bester Hauptdarsteller                   | Mark Rylance | Boeing-Boeing            | Ben Daniels für Les Liaisons Dangereuses Laurence Fishburne für Thurgood Rufus Sewell für Rock 'n' Roll Patrick Stewart für Macbeth        |
| Beste Hauptdarstellerin                  | Deanna Dunagan | August: Osage County     | Eve Best für The Homecoming Kate Fleetwood für Macbeth S. Epatha Merkerson für Come Back, Little Sheba Amy Morton für August: Osage County |
| Bester Nebendarsteller                   | Jim Norton | The Seafarer             | Bobby Cannavale für Mauritius Raúl Esparza für The Homecoming Conleth Hill für The Seafarer David Pittu für Is He Dead?                    |
| Beste Nebendarstellerin                  | Rondi Reed | August: Osage County     | Sinéad Cusack für Rock 'n' Roll Mary McCormack für Boeing-Boeing Laurie Metcalf für November Martha Plimpton für Top Girls                 |
| Beste Theaterregie                       | Anna D. Shapiro | August: Osage County     | Maria Aitken für The 39 Steps Conor McPherson für The Seafarer Matthew Warchus für Boeing-Boeing                                           |
| Bestes Bühnenbild                        | Todd Rosenthal | August: Osage County     | Peter McKintosh für The 39 Steps Scott Pask für Les Liaisons Dangereuses Anthony Ward für Macbeth                                          |
| Beste Kostüme                            | Katrina Lindsay | Les Liaisons Dangereuses | Gregory Gale für Cyrano de Bergerac Rob Howell für Boeing-Boeing Peter McKintosh für The 39 Steps                                          |
| Bestes Lichtdesign                       | Kevin Adams | The 39 Steps             | Howard Harrison für Macbeth Donald Holder für Les Liaisons Dangereuses Ann G. Wrightson für August: Osage County                           |
| Bestes Sounddesign                       | Mic Pool | The 39 Steps             | Simon Baker für Boeing-Boeing Adam Cork für Macbeth Ian Dickinson für Rock 'n' Roll                                                        |
| Special Tony Award                       | Stephen Sondheim (Lebenswerk) |                          | |
| Special Tony Award                       | Robert Russell Bennett |                          | |
| Regional Theatre Tony Award              | Chicago Shakespeare Theater in Chicago |                          | |

### Musicals
| Meiste Tonys (Musical)         | South Pacific (7 Tonys)           |
| Meiste Nominierungen (Musical) | In the Heights (13 Nominierungen) |

| Kategorie                           | Preisträger                      | Musical         | Nominierungen |
| Bestes Musical                      |                                  | In the Heights  | Cry-Baby Passing Strange Xanadu |
| Bestes Musicallibretto              | Stew                             | Passing Strange | Douglas Carter Beane für Xanadu Quiara Alegría Hudes für In the Heights Mark O’Donnell und Thomas Meehan für Cry-Baby                                                                                      |
| Beste Originalmusik                 | Musik & Text: Lin-Manuel Miranda | In the Heights  | Musik & Text: David Javerbaum und Adam Schlesinger für Cry-Baby Musik & Text: Alan Menken, Howard Ashman und Glenn Slater für The Little Mermaid Musik & Text: Stew und Heidi Rodewald für Passing Strange |
| Beste Wiederaufnahme eines Musicals |                                  | South Pacific   | Grease Gypsy Sunday in the Park with George |
| Bester Hauptdarsteller              | Paulo Szot                       | South Pacific   | Daniel Evans für Sunday in the Park with George Lin-Manuel Miranda für In the Heights Stew für Passing Strange Tom Wopat für A Catered Affair                                                              |
| Beste Hauptdarstellerin             | Patti LuPone                     | Gypsy           | Kerry Butler für Xanadu Kelli O’Hara für South Pacific Faith Prince für A Catered Affair Jenna Russell für Sunday in the Park with George                                                                  |
| Bester Nebendarsteller              | Boyd Gaines                      | Gypsy           | Daniel Breaker für Passing Strange Danny Burstein für South Pacific Robin De Jesus für In the Heights Christopher Fitzgerald für Frankenstein Junior                                                       |
| Beste Nebendarstellerin             | Laura Benanti                    | Gypsy           | De'Adre Aziza für Passing Strange Andrea Martin für Frankenstein Junior Olga Merediz für In the Heights Loretta Ables Sayre für South Pacific                                                              |
| Beste Musicalregie                  | Bartlett Sher                    | South Pacific   | Sam Buntrock für Sunday in the Park with George Thomas Kail für In the Heights Arthur Laurents für Gypsy                                                                                                   |
| Beste Choreographie                 | Andy Blankenbuehler              | In the Heights  | Rob Ashford für Cry-Baby Christopher Gattelli für South Pacific Dan Knechtges für Xanadu |
| Beste Orchestrierung                | Alex Lacamoire Bill Sherman      | In the Heights  | Jason Carr für Sunday in the Park with George Stew und Heidi Rodewald für Passing Strange Jonathan Tunick für A Catered Affair                                                                             |
| Bestes Bühnenbild                   | Michael Yeargan                  | South Pacific   | David Farley, Timothy Bird und The Knifedge Creative Network für Sunday in the Park with George Anna Louizos für In the Heights Robin Wagner für Frankenstein Junior                                       |
| Beste Kostüme                       | Catherine Zuber                  | South Pacific   | David Farley für Sunday in the Park with George Martin Pakledinaz für Gypsy Paul Tazewell für In the Heights                                                                                               |
| Bestes Lichtdesign                  | Donald Holder                    | South Pacific   | Ken Billington für Sunday in the Park with George Howell Binkley für In the Heights Natasha Katz für The Little Mermaid                                                                                    |
| Bestes Sounddesign                  | Scott Lehrer                     | South Pacific   | Acme Sound Partners für In the Heights Sebastian Frost für Sunday in the Park with George Dan Moses Schreier für Gypsy                                                                                     |